# Leptogenys indigatrix
Leptogenys indigatrix är en myrart som beskrevs av Wilson 1958. Leptogenys indigatrix ingår i släktet Leptogenys och familjen myror. Inga underarter finns listade i Catalogue of Life.